# 锦华街道 (高阳县)
锦华街道，是中华人民共和国河北省保定市高阳县下辖的一个街道办事处。
2017年，河北省民政厅批复同意撤销高阳镇，设立锦华街道办事处，街道办事处驻锦华街59号。

## 行政区划
锦华街道下辖以下地区：
东街社区、东关社区、北街社区、北关社区、西街社区、西关社区、南街社区、南关社区、北沙窝社区、东王草庄社区、南沙窝村、代家庄村、东田果庄村、杨家屯村、北圈头村、西庄村、隆合庄村、西田果庄村、骆家屯村、赵通村、岳家佐村、西王草庄村和史家佐村。